# Cerro Las Piñas (Zulia)
El Cerro Las Piñas es una formación de montaña ubicada en el extremo este del estado Zulia, al oriente de la cuenca del Lago de Maracaibo, Venezuela. A una altitud promedio entre 1593 m s. n. m. y 1600 m s. n. m., el Cerro Las Piñas es una de las montañas más altas en Zulia. 

## Ubicación
Junto con el Cerro Los Indios al norte, el Cerro El Catire y otros macizos vecinos, el Cerro Las Piñas forma parte de la Serranía del Empalado, también referida como serranía de Ciruma o Siruma (Venezuela), parte del sistema Coriano o Formación Lara-Falcón-Yaracuy. Está ubicado en la porción este de la serranía, entre los estados Falcón y Zulia. Está separado del macizo conformado por Cerro Azul y Cerro Santa Lucía por alturas menores a 900 m.